# Nepenthes northiana
Nepenthes northiana is een vleesetende bekerplant uit de familie Nepenthaceae. De soort is endemisch op Borneo.

## Botanische geschiedenis

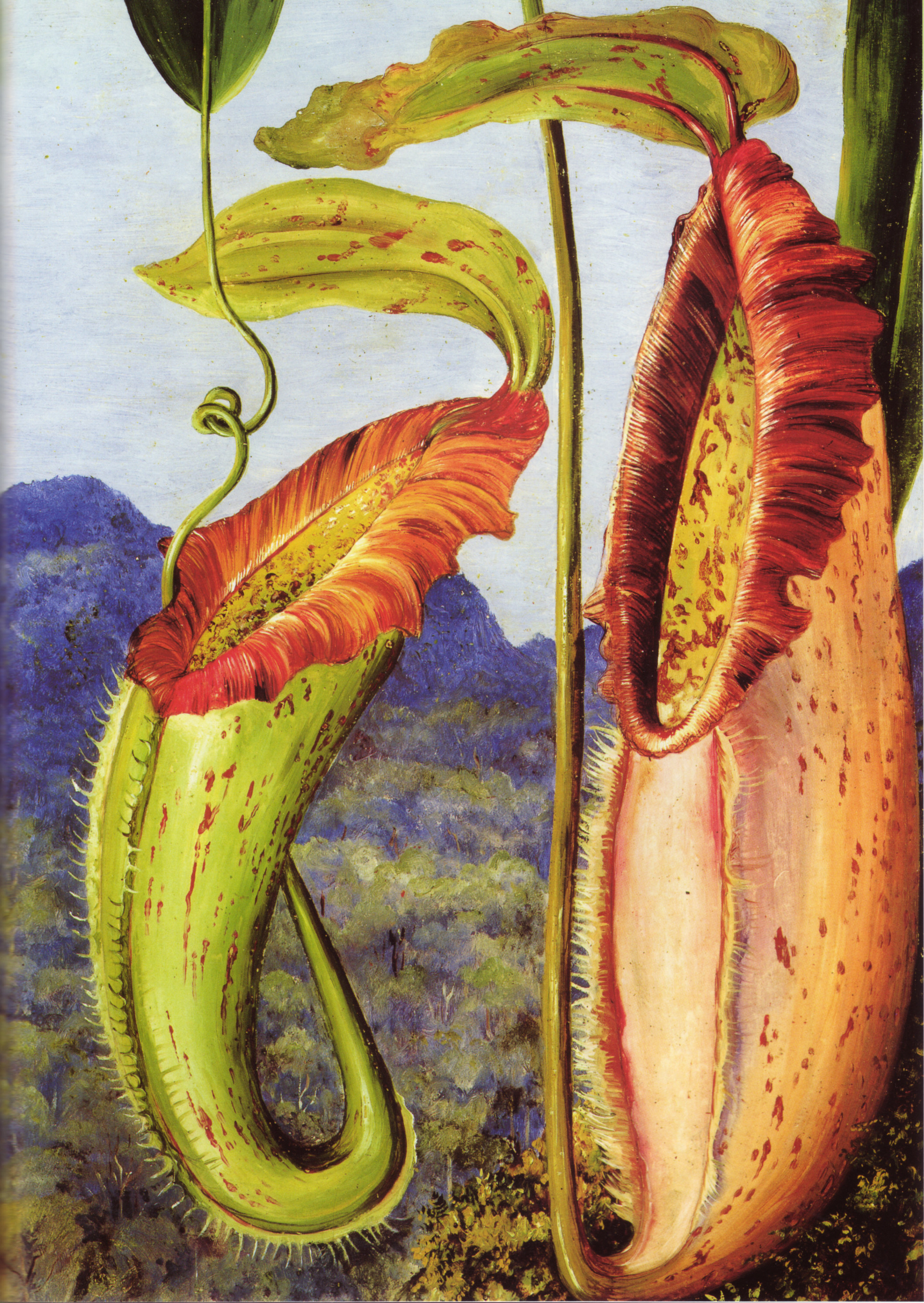
Marianne North's Pitcher Plant

De Engelse schilder Marianne North gebruikte regelmatig tropische planten als motief voor haar schilderijen. Zij ontving een aantal exemplaren uit Sarawak en beeldde twee Nepenthes-bekers af op een schilderij, getiteld Pitcher Plant. Toen Harry Veitch van James Veitch & Sons het schilderij onder ogen kreeg, zag hij dat het om een nog onbeschreven soort ging. Hij stuurde Charles Curtis in 1880 naar Borneo om een specimen naar Engeland te halen, waar het in 1881 door Joseph Dalton Hooker in The Gardeners' Chronicle formeel werd beschreven als Nepenthes northiana.

## Beschrijving
Nepenthes northiana is een klimplant. De stengel kan een lengte bereiken van tien meter en heeft een maximale diameter van vijftien millimeter. De plant is vrijwel geheel onbehaard, wat minder gebruikelijk is voor Nepenthes-soorten. De vangbekers zijn bleekgroen met een groot aantal rode vlekjes. Het peristoom (bekerrand) is wit tot rood met donkere dwarsstrepen. De onderbekers behoren tot de grootste soorten van het geslacht Nepenthes en kunnen 40 centimeter hoog en 15 centimeter breed worden.

## Verspreiding

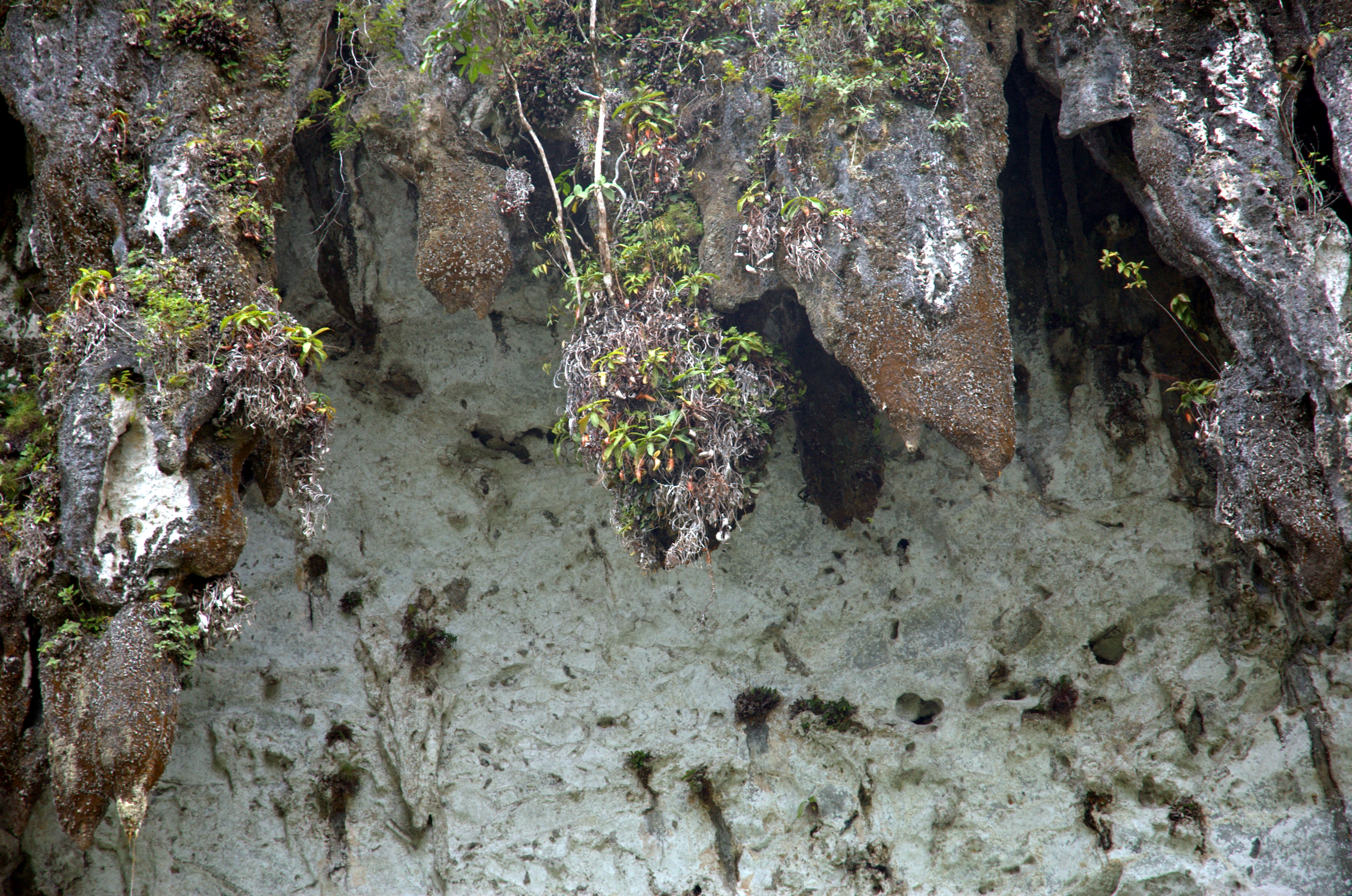
Nepenthes northiana op de kalksteenkliffen van Bau

Nepenthes northiana is endemisch in Kuching, een deelgebied van Sarawak op Borneo. De plant komt vooral veel voor rond het dorp Bau. Hij groeit uitsluitend op kalksteensubstraat en is aangetroffen tot een hoogte van 500 meter boven zeeniveau. Sympatrische soorten zijn met name andere kalksteenspecialisten als Alocasia longiloba var. lowii.

## Natuurlijke hybriden
De volgende natuurlijke hybriden van Nepenthes northiana zijn beschreven:
- Nepenthes × cincta (= N. albomarginata × N. northiana)
- Nepenthes × bauensis (= N. gracilis × N. northiana)
- N. mirabilis × N. northiana

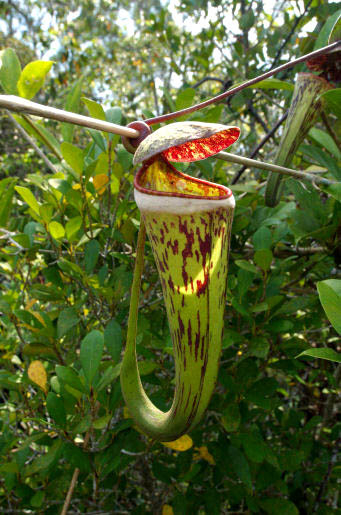
Bovenbeker N. × cincta
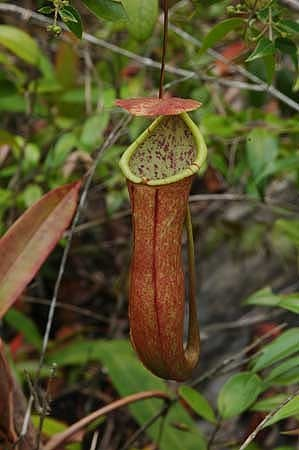
Bovenbeker N. × bauensis
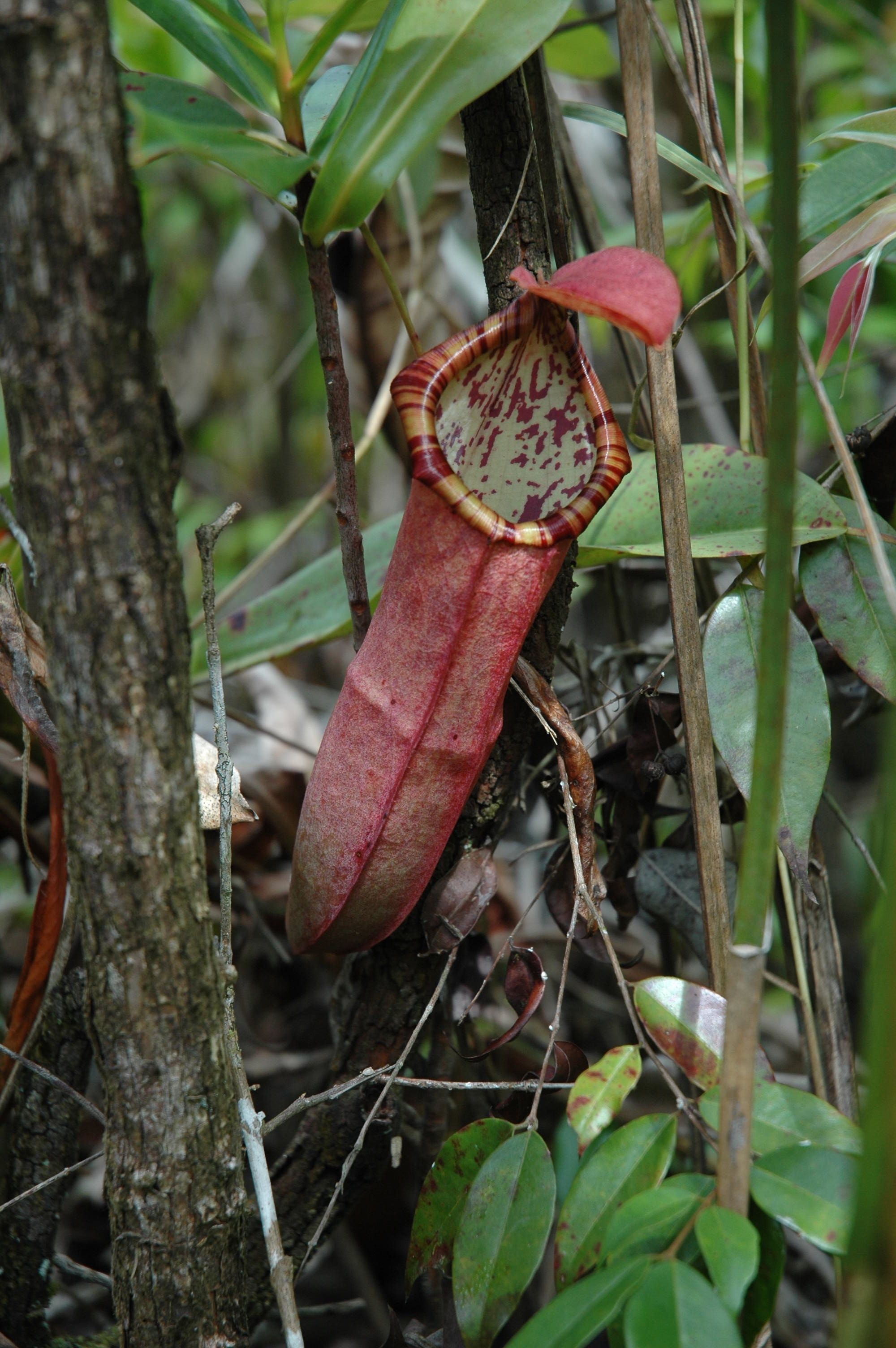
Bovenbeker N. mirabilis × N. northiana

... · 
N. alata · 
N. albomarginata · 
N. ampullaria · 
N. argentii · 
N. aristolochioides · 
N. attenboroughii · 
N. bicalcarata · 
N. bokorensis · 
N. bongso · 
N. boschiana · 
N. burkei · 
N. campanulata · 
N. chaniana · 
N. danseri · 
N. deaniana · 
N. densiflora · 
N. diatas · 
N. distillatoria · 
N. edwardsiana · 
N. ephippiata · 
N. gracilis · 
N. gymnamphora · 
N. hirsuta · 
N. inermis · 
N. insignis · 
N. jamban · 
N. khasiana · 
N. lamii · 
N. leyte · 
N. lingulata · 
N. lowii · 
N. macfarlanei · 
N. macrophylla · 
N. madagascariensis · 
N. masoalensis · 
N. maxima · 
N. mirabilis · 
N. monticola · 
N. northiana · 
N. ovata · 
N. peltata · 
N. pervillei · 
N. pitopangii · 
N. rafflesiana · 
N. rajah ·
N. rhombicaulis · 
N. rosea ·
N. sanguinea · 
N. sibuyanensis · 
N. spathulata · 
N. tenax · 
N. tenuis · 
N. veitchii ·
N. ventricosa ·
N. vieillardii ·
N. villosa · 
...